# رمیله علیا
رمیله علیا، روستایی از توابع بخش مشراگه شهرستان رامشیر در استان خوزستان ایران است.فامیلی ساکنان این روستا اکثرا حمیدی هستن شیخ طایفه ال حمید (اخوان شمه )شیخ حاتم بن شیخ محمد بن شیخ رمضان نام دارد و در این روستا زندگی می‌کند

## جمعیت
این روستا در دهستان آزاده قرار دارد و براساس سرشماری مرکز آمار ایران در سال ۱۳۸۵، جمعیت آن ۱٬۱۹۱ نفر (۲۱۱خانوار) بوده‌است. آمار روستا برای سال 1400 به بیش از 1700 نفر رسیده است
از مناطق گردشگری رمیله میتوان به مقبره سیدعلوان اشاره کرد که همه ساله زائران زیادی از رامشیر و اطراف آن میآیند.